# Henry William Stiegel

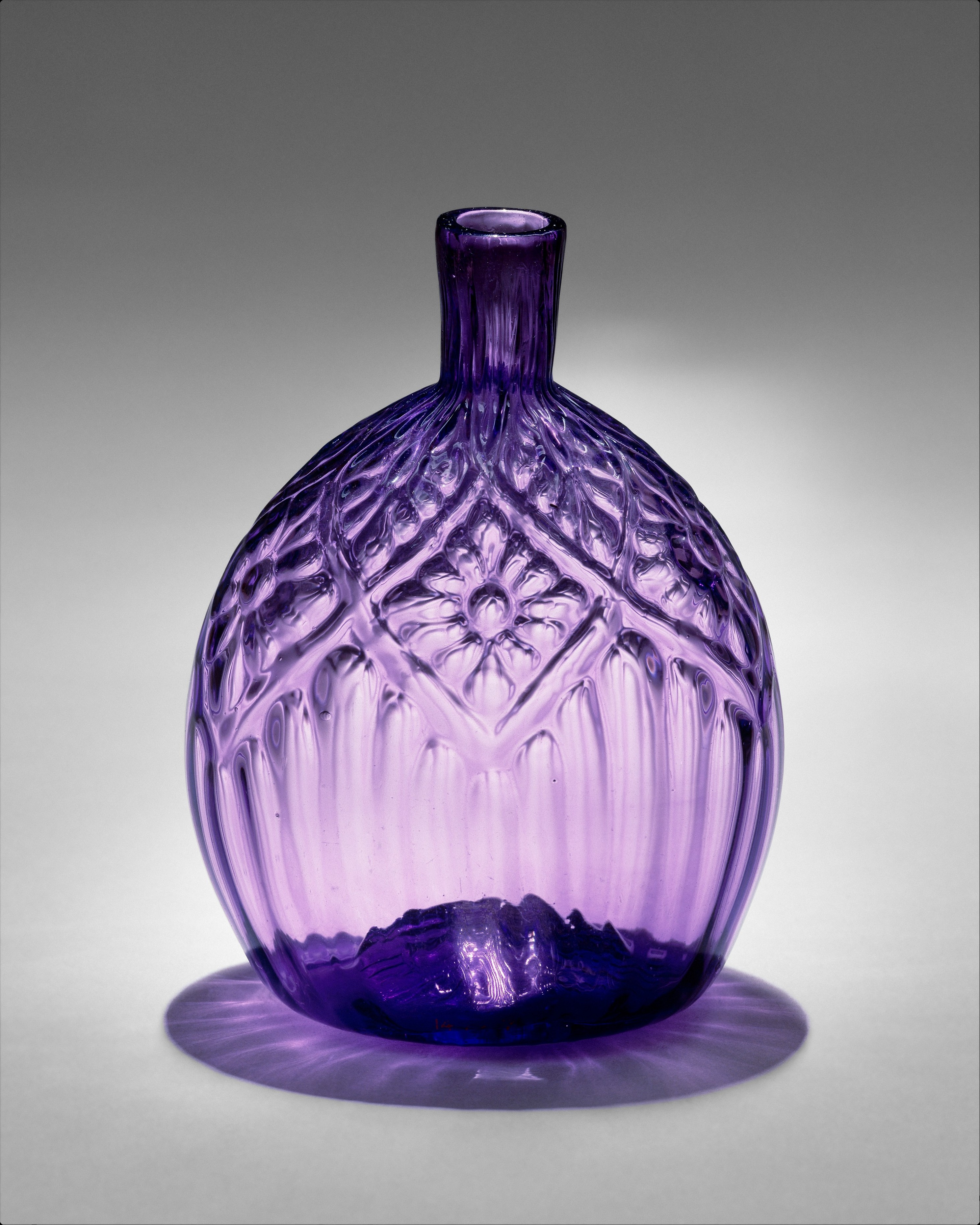
Der American Flint Glass Manufactory zugeschriebene Glasflasche (Met)

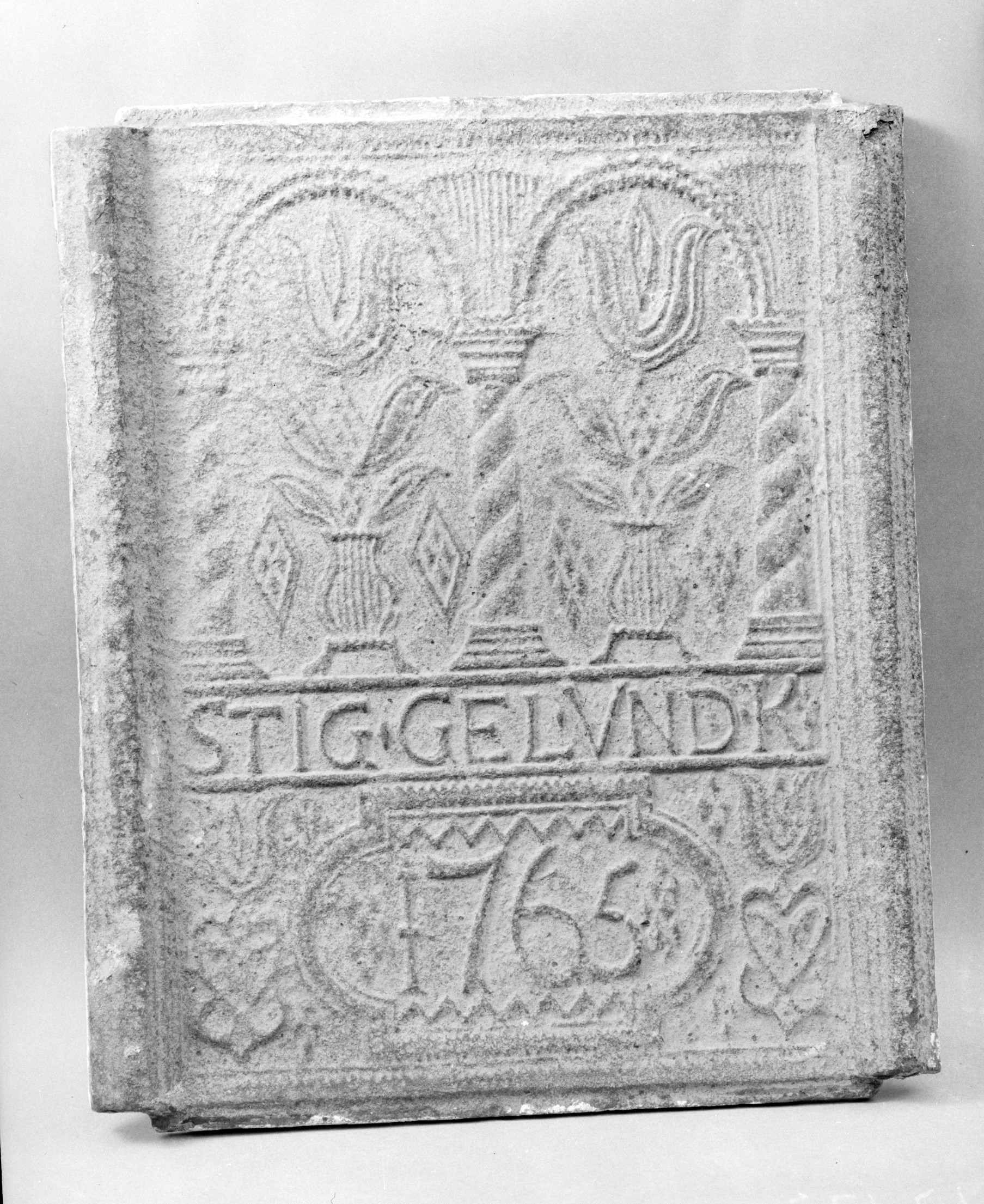
Von Stiegel hergestellte Ofenplatte

Henry William (Heinrich Wilhelm) Stiegel, genannt Baron Stiegel (* 13. Mai 1729 bei Köln; † 10. Januar 1785 in Charming Forge, Pennsylvania) war ein deutsch-amerikanischer Glasbläser.

## Leben
Im Jahre 1750 emigrierte Henry William Stiegel nach Philadelphia. 1757 übernahm er von seinem Schwiegervater Hans Jacob Huber ein Eisenwerk in Brickerville, Lancaster County. Die Gewinne aus dem Geschäft ermöglichten ihm 1762 mehrere Grundstücke zu kaufen, auf denen Stiegel die Stadt Manheim gründete. Sieben Jahre später gründete er die American Flint Glass Manfactory und ließ Glasbläser aus Venedig, England und Deutschland kommen. Sie produzierten hochwertige Glaserzeugnisse, die mit europäischen Importen konkurrieren konnten und auf positive Resonanz trafen. Doch nach nur fünf Jahren ging die Glasfabrik bankrott und Stiegel kam 1774 zeitweilig in Schuldhaft. Er verkaufte die Fabrik an einen Franzosen.

## Produkte
Stiegels Unternehmen produzierte sowohl Zier- als auch Gebrauchsglas. Zur Produktpalette gehörten unter anderem Vasen, Trinkflaschen, Riechfläschchen und Zuckerdosen. Charakteristisch für Stiegels Glaserzeugnisse sind deren Sprödigkeit, glockenhafter Ton, leichtes Gewicht und Feinwandigkeit sowie – sofern es sich um farbiges Glas handelte – gleichmäßige und leuchtende Farben wie Purpurrot, Dunkelblau und Smaragdgrün. Die verzierenden Reliefmuster und Malerei sind ästhetisch ansprechend. Stiegels Stil fand viele Nachahmer. Eine Reihe seiner Erzeugnisse befindet sich in der Sammlung des Metropolitan Museum of Art.